# غدا، عند الفجر...

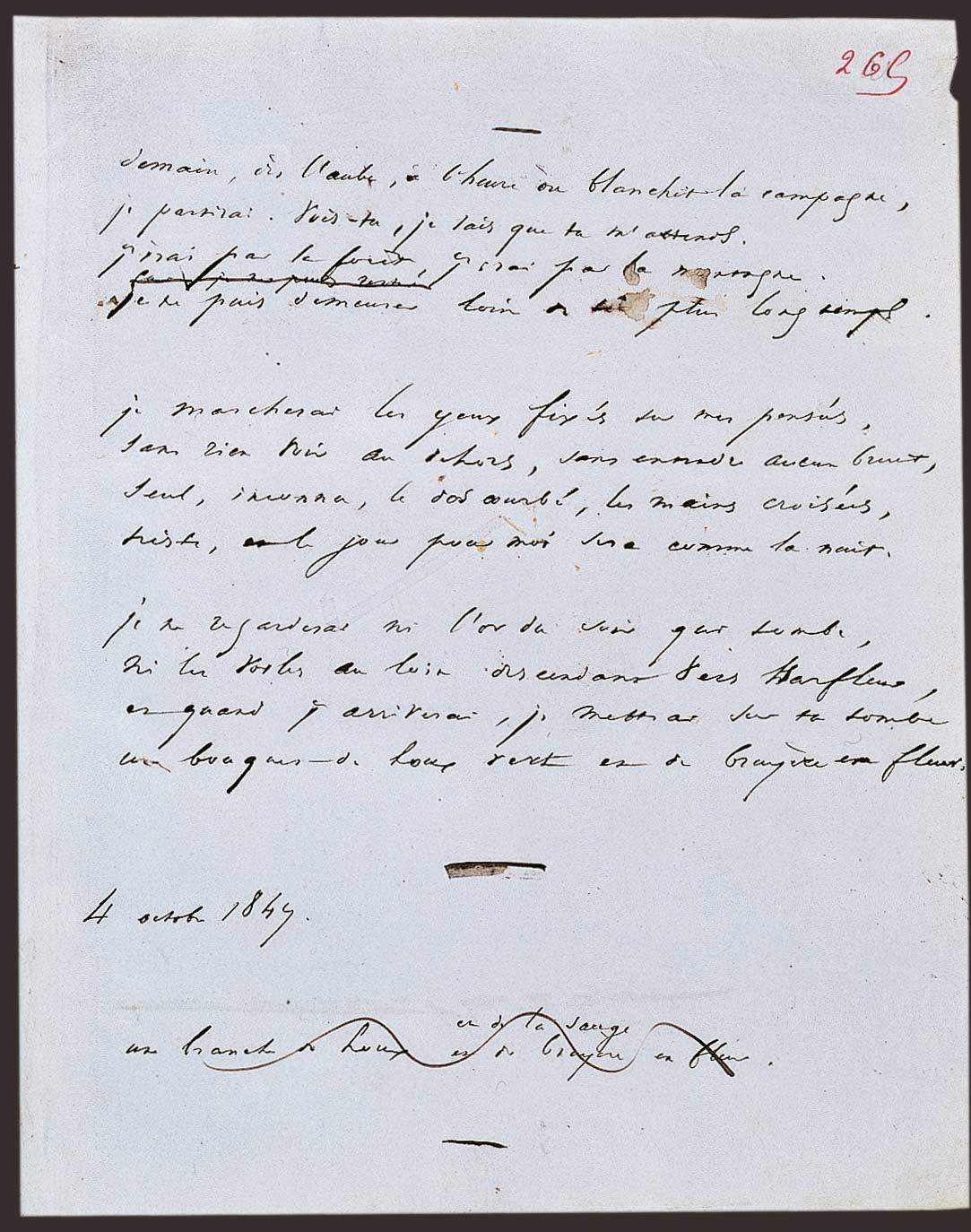
مخطوطة القصيدة. يمكنك أن تقرأ التاريخ الفعلي لكتابتها: 4 أكتوبر 1847، وليس 3 سبتمبر.

غدا، عند الفجر، حين تبيضّ البادية... أوفقط «غدا، عند الفجر...» (بالفرنسية: Demain, dès l'aube...)‏ هي واحدة من أشهر القصائد التي كتبها الكاتب الفرنسي فيكتور هوغو، والتي نشرت في 1856 في مجموعته الشعرية التأملات.

## القصيدة
| «غدا، عند الفجر، وحين تبيضّ البادية سأرحل، أترين؟ أعلم أنك في انتظاري. سأمر عبر الغابة وعبر الجبل لا أستطيع البقاء بعيدا عنك مدة أطول سأمضي أراقـب ما في خـيالــي لن أنظر إلى الخارج، لن أنصت لأي ضجيج وحيدا، غريبا، معقوف الظهر، مجموع اليدين، حزينا، ونهاري سيصبح مثل الليل لن أنظر إلى ذهب المساء المتساقط ولا إلى الأشرعة المبتعدة ماضية نحو "هارفور" وحينما أصل، سوف أضع على قبرك باقة من البهشية الخضراء وخلنجا مزهرا. | «Demain, dès l'aube, à l'heure où blanchit la campagne, Je partirai. Vois-tu, je sais que tu m'attends. J'irai par la forêt, j'irai par la montagne. Je ne puis demeurer loin de toi plus longtemps. Je marcherai les yeux fixés sur mes pensées, Sans rien voir au dehors, sans entendre aucun bruit, Seul, inconnu, le dos courbé, les mains croisées, Triste, et le jour pour moi sera comme la nuit. Je ne regarderai ni l'or du soir qui tombe, Ni les voiles au loin descendant vers Harfleur, Et, quand j'arriverai, je mettrai sur ta tombe Un bouquet de houx vert et de bruyère en fleur. |

## تحليل
تتألف القصيدة من ثلاث رباعيات من القوافي البديلة واعتمدت على البحر السكندري، وليس هناك عنوان محدد لهذه القصيدة القصيرة، لهذا يتم تعيينه تقليديا بالكلمات الافتتاحية، يعني الكلمات الأولى التي تبدأ بها. وتمثل القصيدة الرابعة عشرة في كتاب Pauca meae (بعض الأبيات لإبنتي)، وكتاب التأملات الرابع الذي يفتح فيه الجزء الثاني بعنوان (اليوم) 1843-1855.
كتبت القصيدة على شكل خطاب يخاطب به الراوي مخاطبا مجهولا، ليحكي له وبضمير المتكلم وفعل المستقبل، كيف سينطلق غدا عند الفجر، واصفا بيئته، بأنه سيذهب عبر الريف للوصول إليه. ولكن وبشكل مفاجيء، يصدمنا في نهاية القصيدة بحدث مأساوي وغير متوقع، حيث يتبين أن هذا الشخص العزيز الذي يحادثه ويبحث عنه، هو ميت في الحقيقة، وماهو إلا في زيارة لمقبرة ليضع الورود على قبره.
في ضوء الأحداث التي طبعت حياة المؤلف، نفهم بأن هذه القصيدة عبارة عن سيرة ذاتية وبأن فيكتور هوغو يخاطب ابنته «ليوبولدين»، والتي رحلت عنه منذ أربع سنوات، ويحيي ذكرى موتها في رحلة حج إلى بلدة النورماندي بين لو هافر وفيلكي حيث غرقت ابنته في حادث مع زوجها وفيه دُفنت. ويزور فيكتور هوغو قبرها كل خميس. ولديه أيضا ابنة أخرى، اسمها «أديل»، والتي انتهت حياتها داخل مستشفى للأمراض النفسية.
تاريخ الكتابة الفعلي لهذه القصيدة هو 4 أكتوبر 1847: تم عدله فيكتور هوغو في «3 سبتمبر» ليلة ذكرى وفاة ابنته. Pauca meae وهو في الواقع إعادة بناء يبدأ باستحضار ذكريات طفولة «ليوبولدين»، متبوعا بصراعها مع الموت وينتهي بعزاء ديني مع شخصيات إيجابية والتي تكمل القصائد الأخيرة لقطعة مورس.

## اقتباسات
في عام 1978 غنى المغن الفرنسي هنري تاشان هذه القصيدة وأداها ضمن ألبوم بدون عنوان. كذالك فعل والمغني الفرنسي بيير بيريه سنة 1998 في ألبومه عاد الوحش، تكريما لإبنته التي رحلت سنة 1995. وهناك عدد كبير من الفنانين اقتبسو من هذه الأغنية ومنهم: أندريا لينزي، بيير بينسوزان، مارك روبين، ليه كيتش، إيلي سمون، وغيرهم.

## بيبليوغرافيا
- Jean-Michel Adam, « De la théorie linguistique au texte littéraire : relecture de Demain dès l’aube de Victor Hugo », Français Moderne, 1973, n° 41, p. 268-83.
- (بالإنجليزية) William Beauchamp, « An Introduction to French Poetry: Hugo’s Demain, dès l’aube… », French Review, 1976 Feb, n° 49 (3), p. 381-87.
- (بالإنجليزية) Neal Oxenhandler, « The Discourse of Emotion in Hugo’s Demain, dès l’aube… », French Forum, 1986 Jan., n° 11 (1), p. 29-39.
- (بالإنجليزية) T. M. Pratt, « Léopoldine Revisited: A Reading of Victor Hugo’s Demain, dès l’aube… », Nottingham French Studies, 1987 Oct., n° 26 (2), p. 17-23.